# روز موديستو
روز موديستو (ولدت في 20 فبراير 1978) هي سياسية ومعلمة برازيلية ، تقضي حاليًا فترة ولايتها الأولى كنائبة اتحادية لماتو جروسو دو سول ، وكانت سابقًا نائبة حاكم ماتو جروسو دو سول من يناير 2015 إلى يناير 2019 في حكومة رينالدو أزامبوجا.

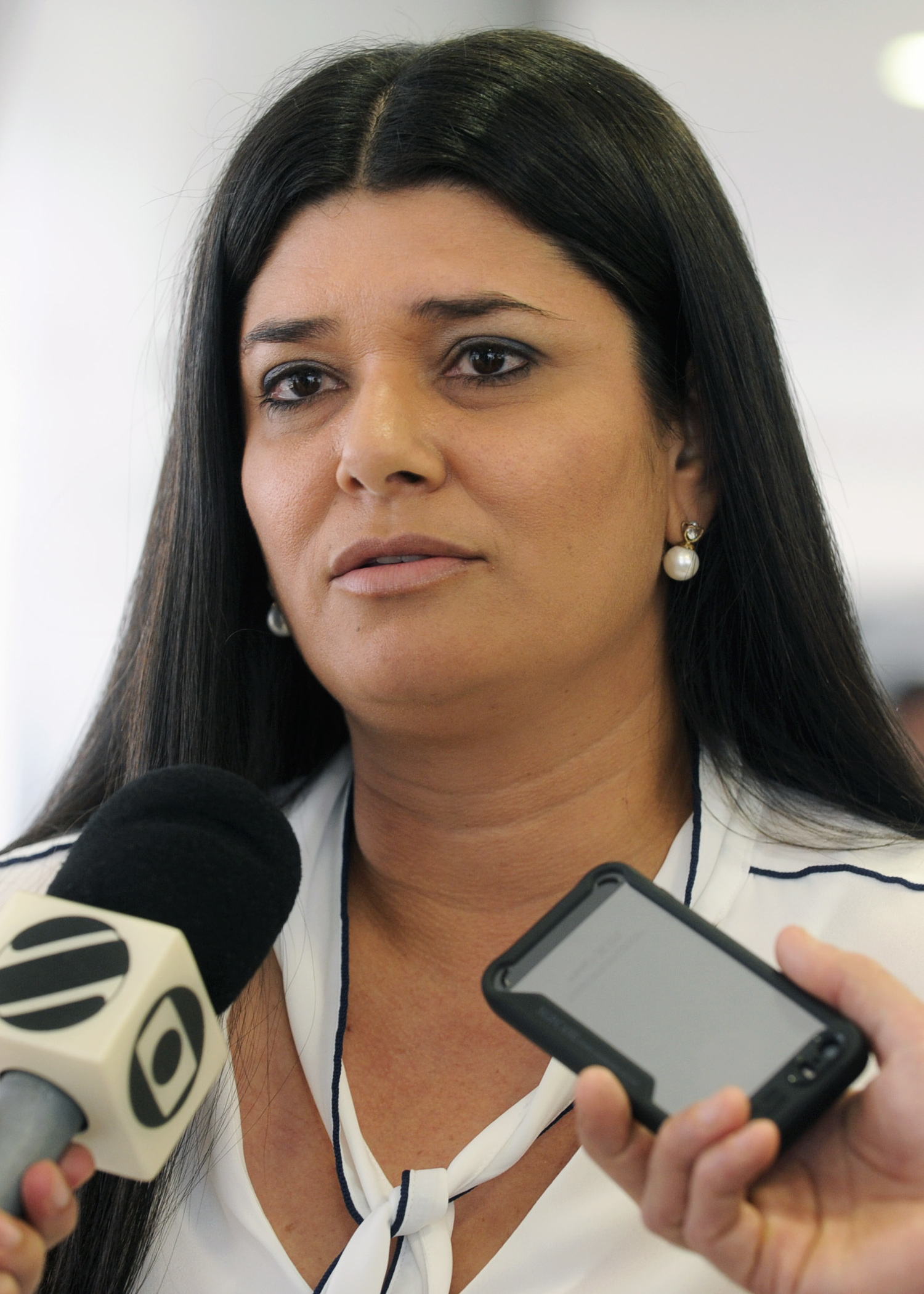
روز موديستو في عام 2018

في أوائل عام 2018 ، أعلنت أنها لن تترشح لإعادة انتخابها لمنصب نائب حاكم. في أغسطس ، رشحها الحزب للترشح لمقعد في مجلس النواب ، حيث تم انتخابها بأغلبية 120901 صوتًا ، وهي أعلى نسبة تصويت. 
في انتخابات عام 2022 ، ترشحت روز لمنصب حاكم ماتو جروسو دو سول عن أونياو برازيل (UNIÃO). مع مجموع استطلاعات الرأي ، حصلت على 178.599 صوتًا ، لتحتل المرتبة الرابعة والخروج من الجولة الثانية المتنازع عليها من قبل رينان كونتار (PRTB) وإدواردو ريدل (PSDB). 